# Fulmarus
Fulmarus là một chi chim trong họ Procellariidae.

## Hình ảnh

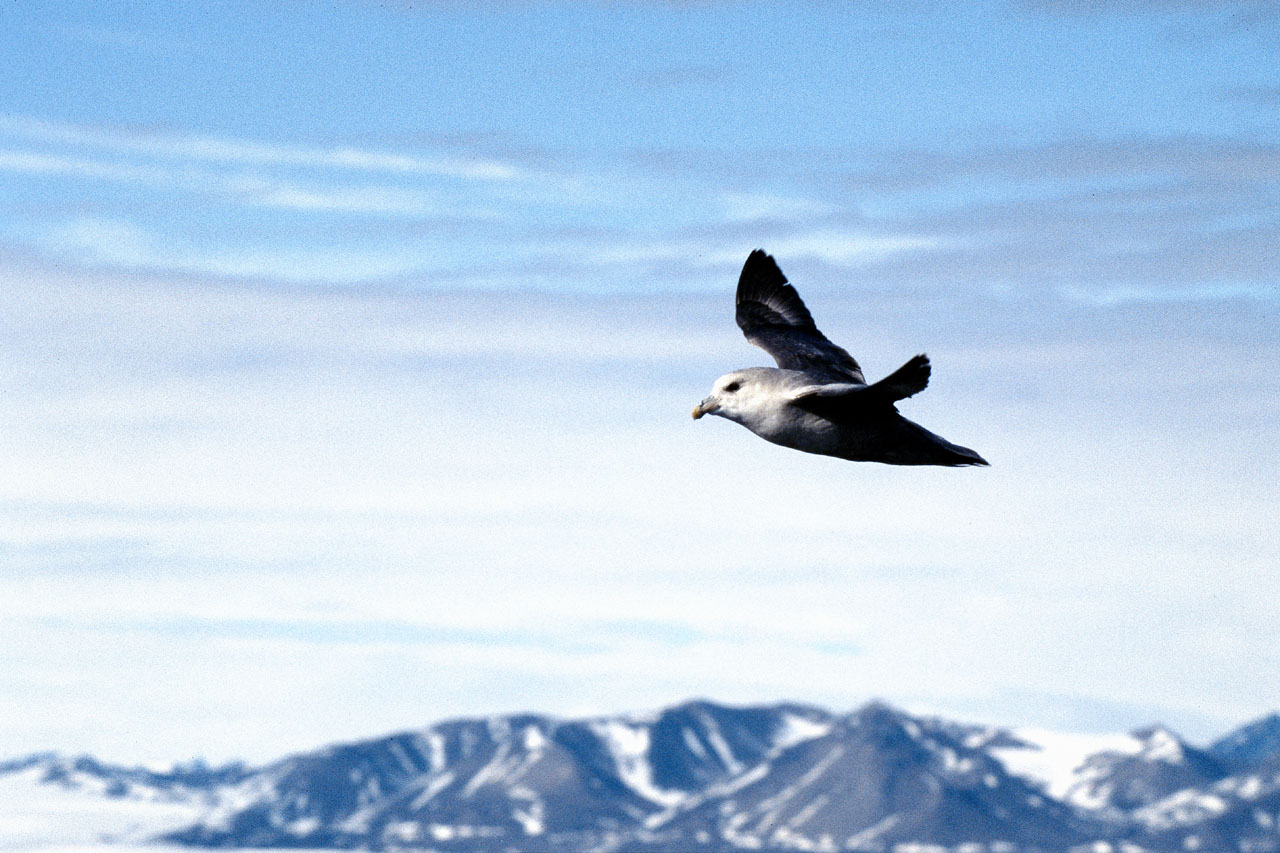
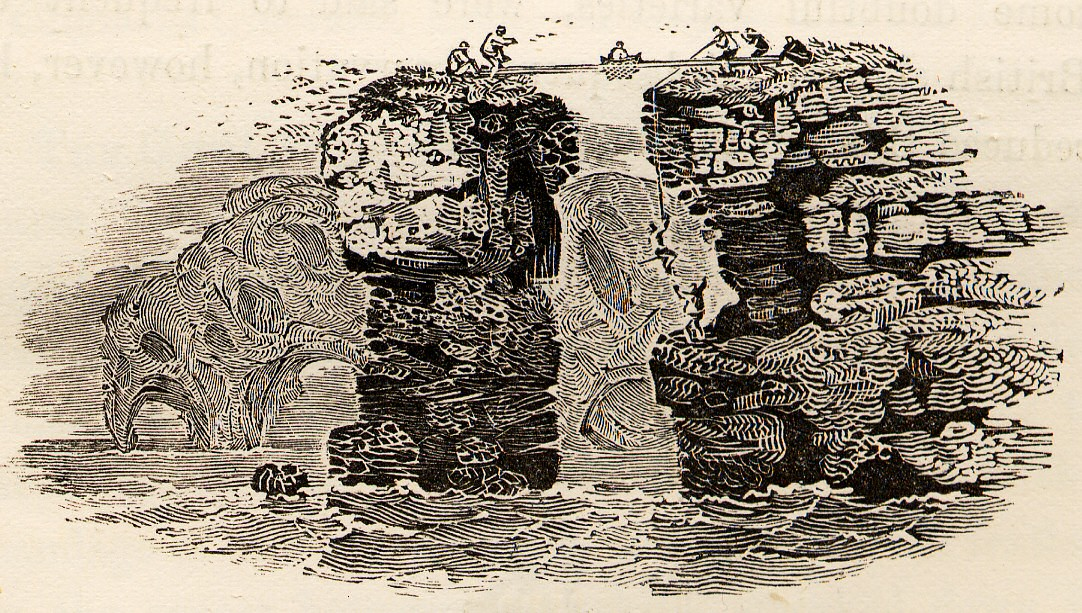
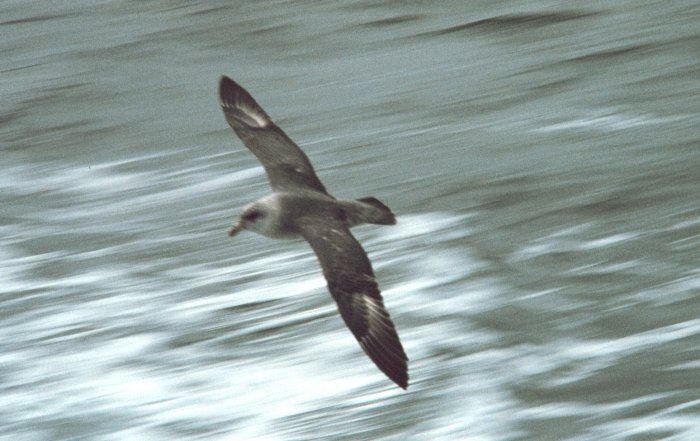
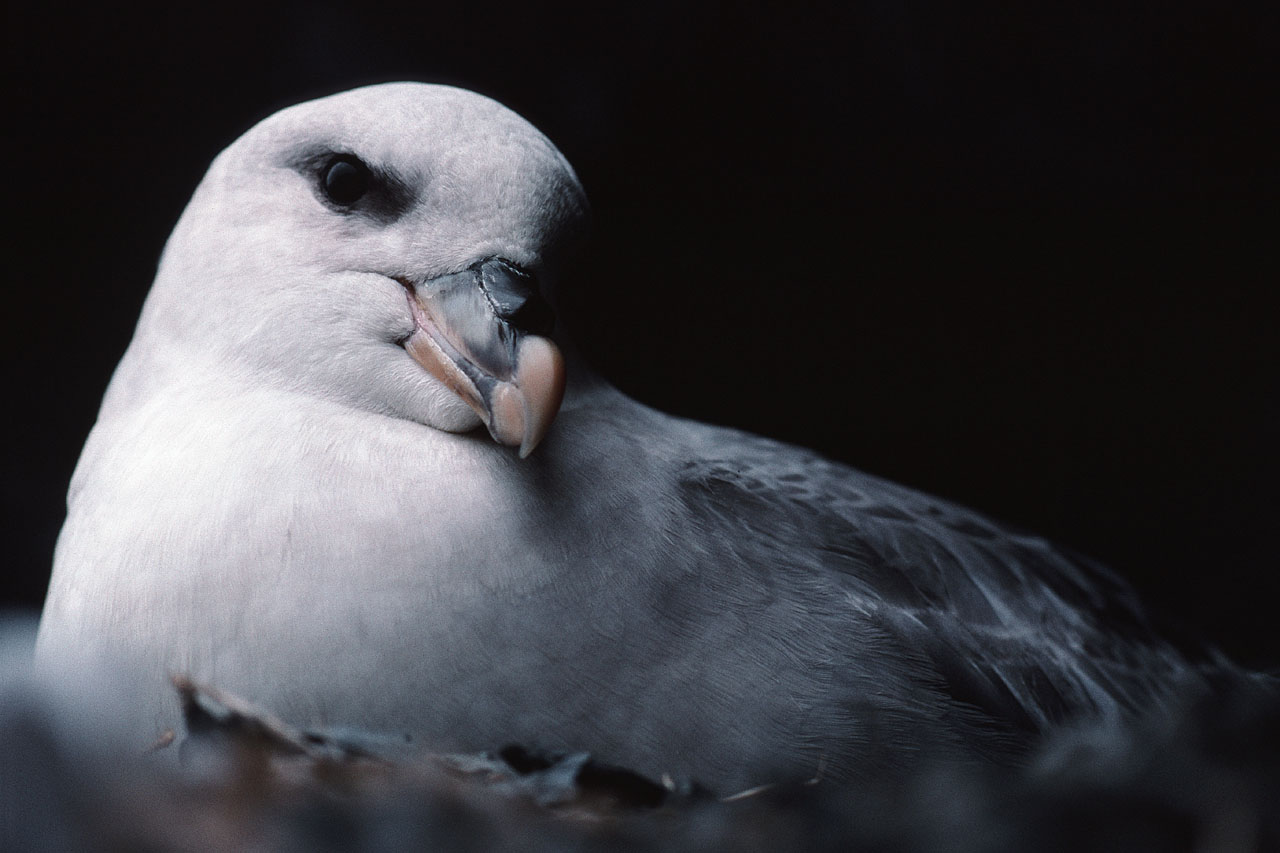
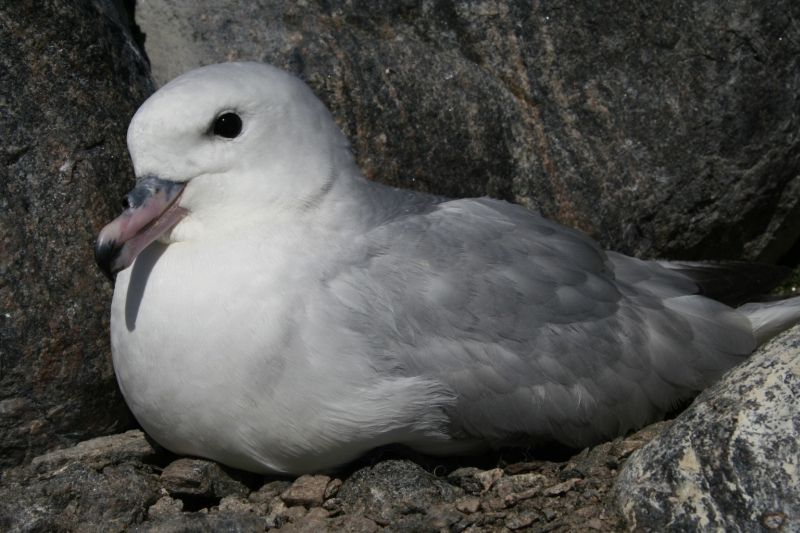
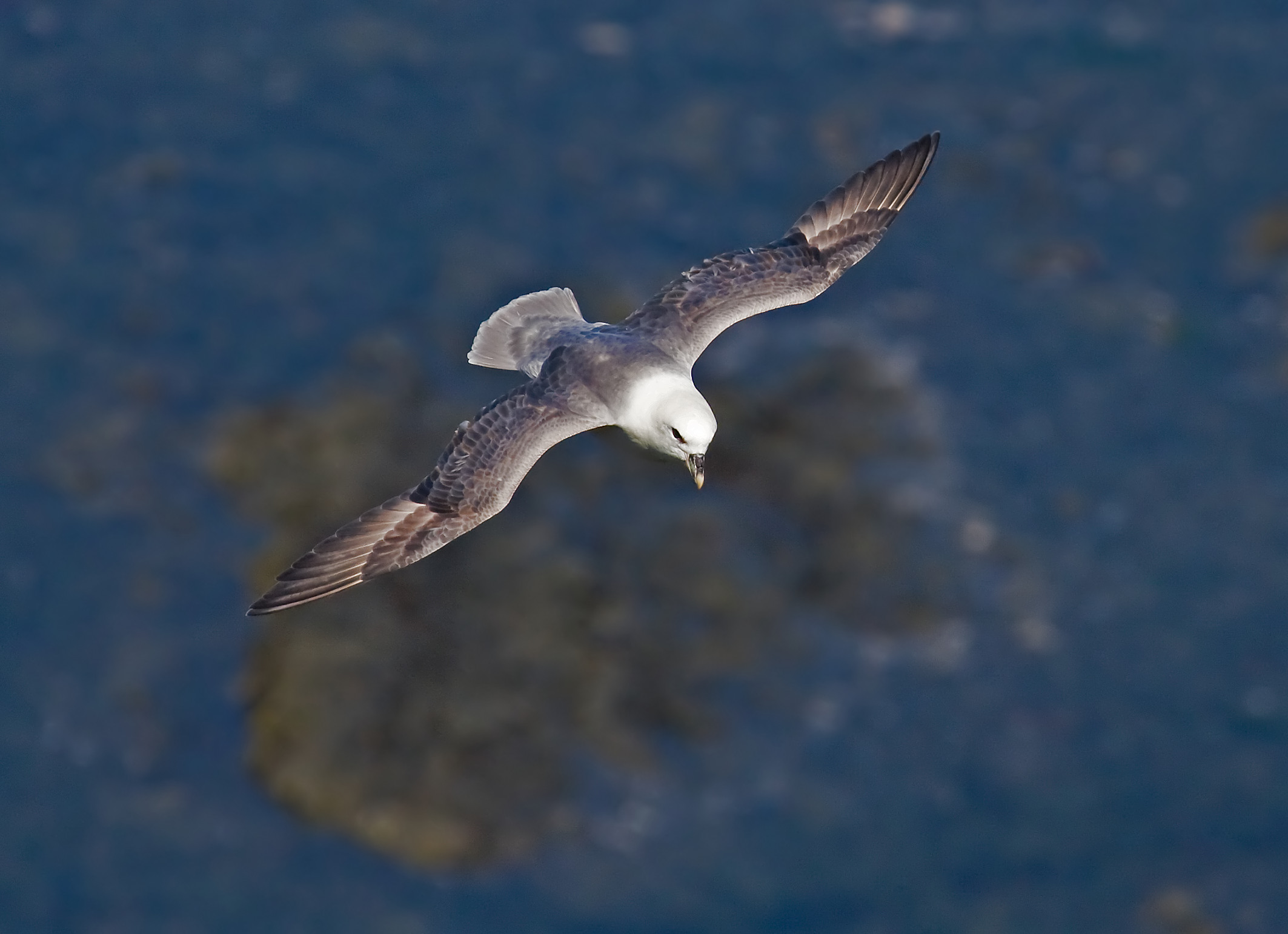